# Zyzzyva
Zyzzyva (phát âm /ˈzɪzɨvə/) là một chi bọ cánh cứng nhiệt đới Bắc Mỹ, chúng thường được tìm thấy trong các câu thuộc họ Arecaceae.

## Các loài
- Zyzzyva ochreotecta
- Zyzzyva rufulaHustache 1951
- Zyzzyva squamosa